# Literaturjahr 1945
Liste der Literaturjahre

◄◄ | ◄ | 1941 | 1942 | 1943 | 1944 | Literaturjahr 1945 | 1947 | 1948 | 1949

Weitere Ereignisse

## Ereignisse

### Prosa

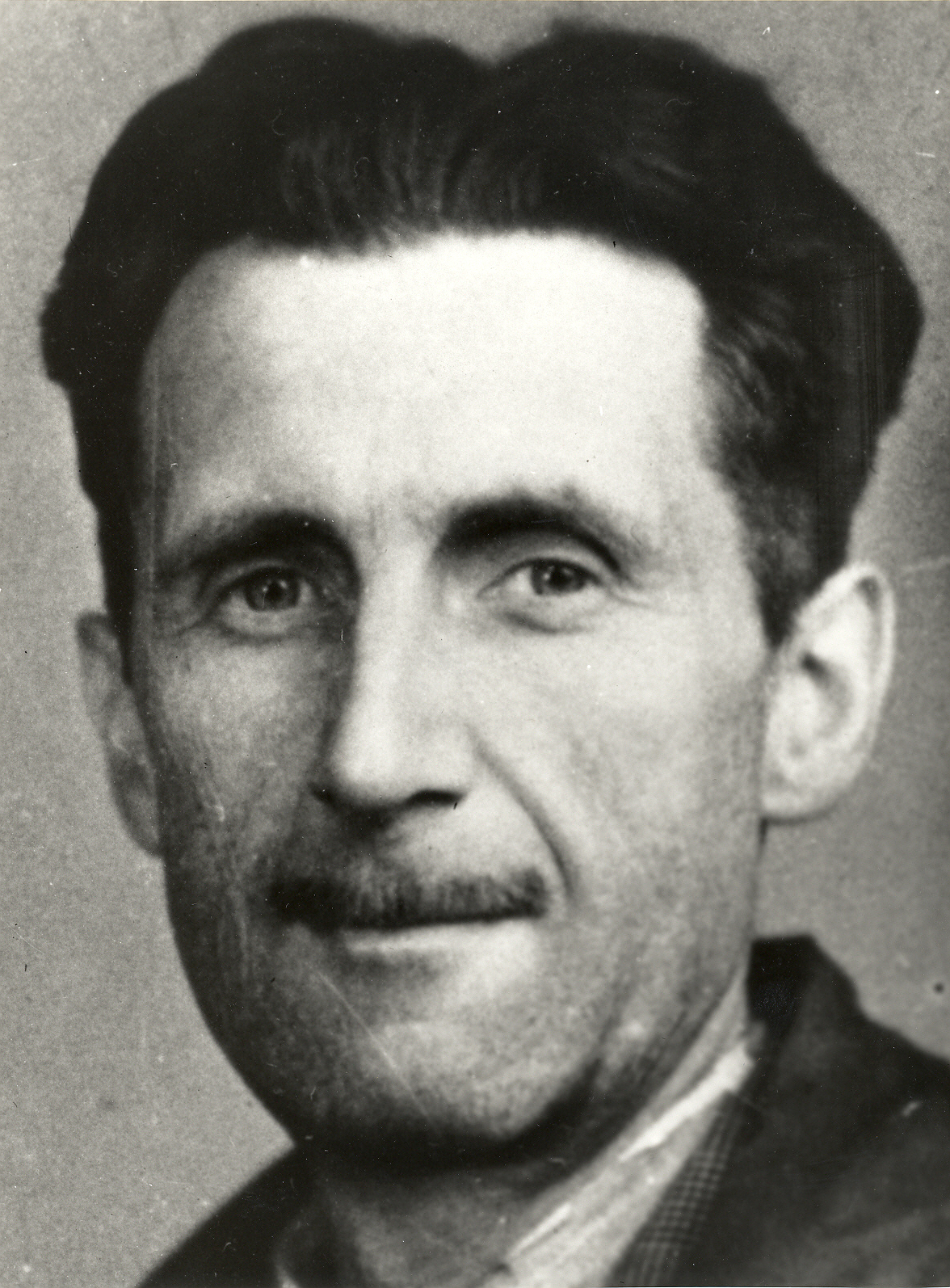
George Orwell

- 17. August: In Großbritannien erscheint die Erstauflage von George Orwells Roman Animal Farm.
- 29. November: Der schwedische Verlag Bonnier veröffentlicht den Roman Pippi Langstrumpf von Astrid Lindgren mit Illustrationen von Ingrid Vang Nyman.
- Von Carmen Laforet erscheint der Roman Nada.

### Drama

#### Spielstätten
- Ende April: Das völlig zerbombte Wiener Burgtheater übernimmt das Etablissement Ronacher als Ausweichquartier.
- Am 10. Mai wird das Wiener Volkstheater in Eigeninitiative des Ensembles mit einem Publikumserfolg der letzten Spielzeit, Katakomben von Max Frey, wiedereröffnet. Erste offizielle Premiere ist am 7. Juni Die unentschuldigte Stunde von Stefan Bekeffi. Rolf Jahn, der das Theater schon vor dem Krieg geleitet hat, wird von Kulturstadtrat Viktor Matejka nur monatlich im Amt bestätigt, da die Besitzrechte nicht geklärt sind. Alle Vorstellungen sind ausverkauft und finden nachmittags statt, da weder Beleuchtung noch Verkehrsmittel funktionierten und man im Sommer 1945 Konflikte mit den sowjetischen Besatzern fürchtet. Es folgte Franz Grillparzers Des Meeres und der Liebe Wellen und als abschließender Höhepunkt der kurzen Ära Jahn Karl Kraus’ Die letzte Nacht, Epilog von Die letzten Tage der Menschheit, in der Regie von Günther Haenel. Jahns Direktionszeit wird allerdings jäh beendet, als von ihm verfasste Zeitungsartikel aus dem Jahr 1938 auftauchen, die eindeutig NS-konforme und antisemitische Inhalte aufweisen.
- Ab Juli leitet Günther Haenel das Wiener Volkstheater und schafft die Voraussetzungen für einen modernen und revolutionären Spielplan. Mit einem „Direktionsrat“ bindet er Mitglieder des Hauses in Entscheidungen ein und nimmt so das „Mitbestimmungstheater“ vorweg. Bei der Uraufführung von Julius Hays Haben kommt es zum ersten Theaterskandal der zweiten Republik und einer Saalschlacht. Die russische Dramatik wird mit Dramen von Alexander Nikolajewitsch Ostrowski, Iwan Sergejewitsch Turgenew und mit Anatoli Lunatscharskis Der befreite Don Quixote mit Max Paulsen wiederbelebt, was Haenel den Vorwurf eines kommunistischen Tendenz-Spielplans einträgt.
- 7. September: Das Deutsche Theater Berlin wird mit Lessings Nathan der Weise wiedereröffnet.

#### Uraufführungen
- 8. März: Neun Jahre nach dem Tod des Autors wird Federico García Lorcas Drama La casa de Bernarda Alba (Bernarda Albas Haus) am Teatro Avenida in Buenos Aires uraufgeführt. Die Hauptrolle spielt die katalanische Schauspielerin Margarita Xirgu.
- 29. März: Das Drama Nun singen sie wieder von Max Frisch hat am Zürcher Schauspielhaus unter der Regie von Kurt Horwitz seine Uraufführung.
- 19. Dezember: Am Théâtre de l’Athénée in Paris wird Jean Giraudoux’ Satire La Folle de Chaillot uraufgeführt.

### Sachliteratur
- In London erscheint in zwei Bänden The Open Society and Its Enemies von Karl Popper.

### Periodika
- 24. Januar: In Aachen erscheint mit den Aachener Nachrichten die erste deutsche Nachkriegszeitung, auf die die Nationalsozialisten keinen Einfluss mehr haben.
- 15. Mai: Die erste Ausgabe der von der Roten Armee herausgegebenen Täglichen Rundschau erscheint in Brandenburg.
- 20. Mai bis 10. Juni: In Stettin erscheint die Deutsche Zeitung, herausgegeben von der sowjetischen Heeresgruppenpresse
- 21. Mai: Die erste Ausgabe der Berliner Zeitung erscheint in Berlin. Im Juli geht die Herausgeberschaft von der Roten Armee auf den Magistrat der Stadt Berlin über. Die Chefredaktion übernimmt Rudolf Herrnstadt.
- 7. Juni: Die Erstausgabe der Salzburger Nachrichten erscheint.
- 11. Juni: Die erste Ausgabe der Oberösterreichischen Nachrichten erscheint, gegründet von der amerikanischen Besatzungsmacht
- 13. Juni: Die Erstausgabe der Deutschen Volkszeitung erscheint in Berlin.
- 21. Juni: Die Tiroler Tageszeitung erscheint erstmals.
- 1. August: Die Frankfurter Rundschau erscheint als erste deutsche Lizenzzeitung nach dem Zweiten Weltkrieg.
- 8. August: Dem Badischen Tagblatt in Baden-Baden wird als erster Lizenzzeitung in der französischen Besatzungszone das Erscheinen genehmigt.
- 27. August: Die Saarbrücker Zeitung nimmt ihr Erscheinen wieder auf. In Wien erscheint der Wiener Kurier in der amerikanischen Besatzungszone.
- 5. September: Rudolf Agricola, Theodor Heuss und Hermann Knorr gründen die Rhein-Neckar-Zeitung.
- 8. September: Südkurier
- 18. September: Stuttgarter Zeitung
- 19. September: Weser-Kurier
- 6. Oktober: Nach der Lizenzvergabe erscheint die erste Ausgabe der Süddeutschen Zeitung, gegründet von August Schwingenstein, Edmund Goldschagg und Franz Josef Schöningh.

### Religion
- 23. Dezember: Die Enzyklika Orientales omnes ecclesias von Papst Pius XII. befasst sich – aus Anlass der Vereinigung mit der ruthenischen Kirche 350 Jahre zuvor – mit den Entwicklungen in den Ostkirchen.
- Dezember: In Ägypten werden die Nag-Hammadi-Schriften gefunden.

### Verlagswesen
- 16. August: Im Auftrag des Kulturbunds zur demokratischen Erneuerung Deutschlands wird der Aufbau-Verlag gegründet, der zum größten belletristischen Verlag der späteren DDR heranwächst.

### Preisverleihungen
- Die chilenische Dichterin und Diplomatin Gabriela Mistral erhält „für die von mächtigen Gefühlen inspirierte Lyrik, die ihren Dichternamen zu einem Symbol für die ideellen Bestrebungen der ganzen lateinamerikanischen Welt gemacht hat“, den Nobelpreis für Literatur.
- Booth Tarkington wird für sein Gesamtwerk mit der William-Dean-Howells-Medaille ausgezeichnet.

### Sonstiges
- 15. Januar: Die italienische Nachrichten- und Presseagentur ANSA entsteht in Rom.
- 29. Mai: Der deutsche Schriftsteller Thomas Mann hält in der Library of Congress zunächst in englischer Sprache die Rede Deutschland und die Deutschen. Die deutsche Fassung wird im Oktober in der Zeitschrift Neue Rundschau veröffentlicht. Es handelt sich um eine essayistische Begleitarbeit zum umfangreichen Zeitroman Doktor Faustus.

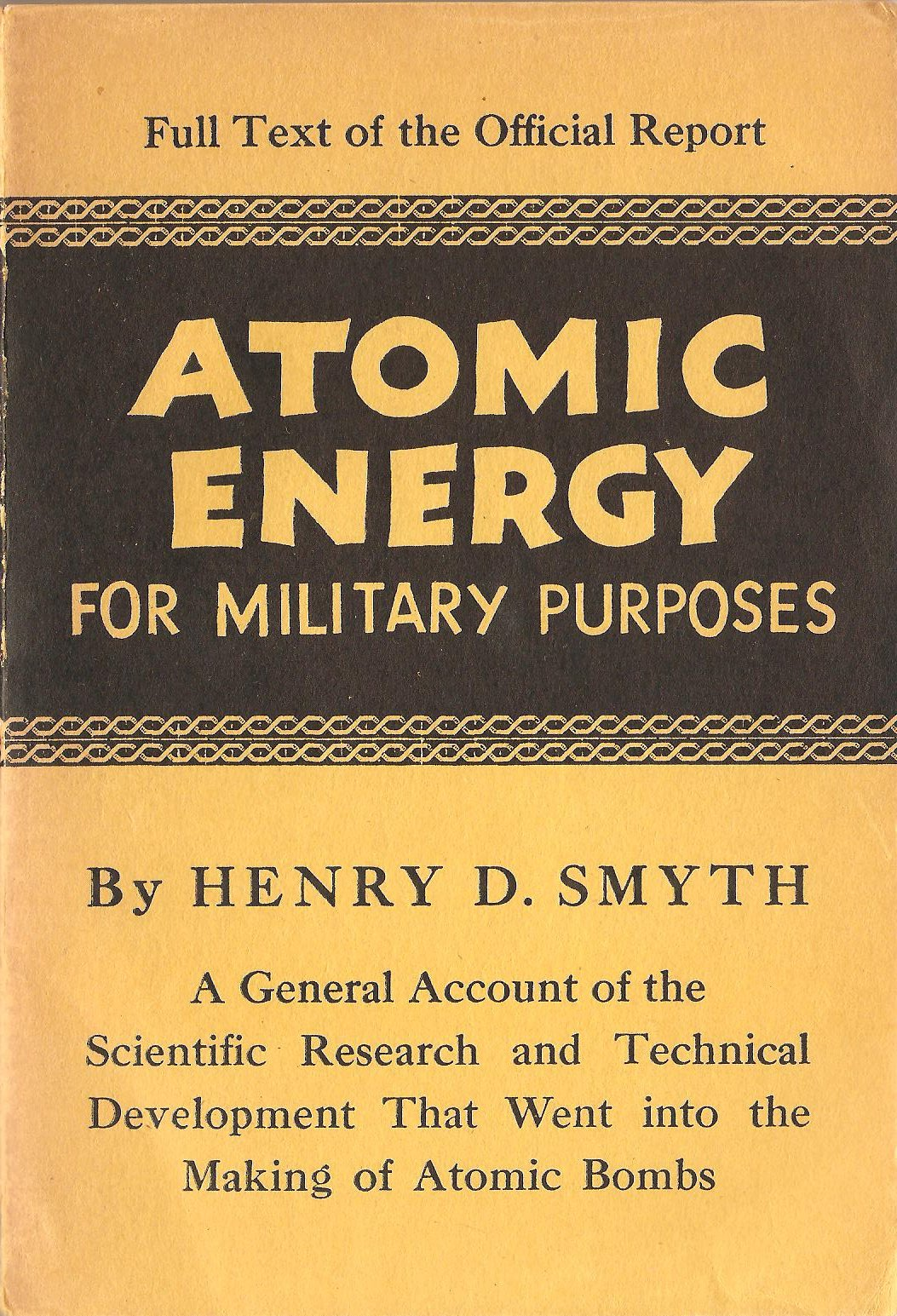
Titelseite des Smyth Reports

- 11. August: Der amerikanische Präsident Harry S. Truman gibt die Veröffentlichung des Smyth Reports frei, die Geschichte der Entwicklung der amerikanischen Kernwaffen (Manhattan-Projekt).

## Geboren

### Januar bis April
- 01. Januar: Rüdiger Safranski, deutscher Schriftsteller
- 02. Januar: Frank Laufenberg, deutscher Moderator, Journalist und Autor († 2025)
- 06. Januar: Barry Lopez, US-amerikanischer Schriftsteller und Essayist († 2020)
- 15. Januar: Christian Anders, österreichischer Autor und Schlagersänger, Musiker und Komponist
- 17. Januar: Javed Akhtar, indischer Drehbuchautor, Poet und Liedtexter
- 17. Januar: Ib Michael, dänischer Schriftsteller
- 29. Januar: Harald Hurst, Schriftsteller und Mundartdichter († 2024)
- 31. Januar: Matthias Beltz, deutscher Kabarettist und Autor († 2002)

- 02. Februar: Metin Arditi, schweizerischer Schriftsteller, Mäzen und Unternehmer
- 07. Februar: Fredric Kroll, US-amerikanischer Komponist und Schriftsteller
- 19. Februar: Thomas Brasch, deutscher Autor, Dramatiker und Lyriker († 2001)
- 20. Februar: Jürg Acklin, Schweizer Psychoanalytiker und Schriftsteller
- 23. Februar: Robert Gray, australischer Dichter

- 05. März: Selina Hastings, britische Schriftstellerin, Kinderbuchautorin, Biografin, Literaturredakteurin
- 14. März: Herman van Veen, niederländischer Sänger, Schriftsteller, Liedertexter und Liederkomponist Herman van Veen, 1968

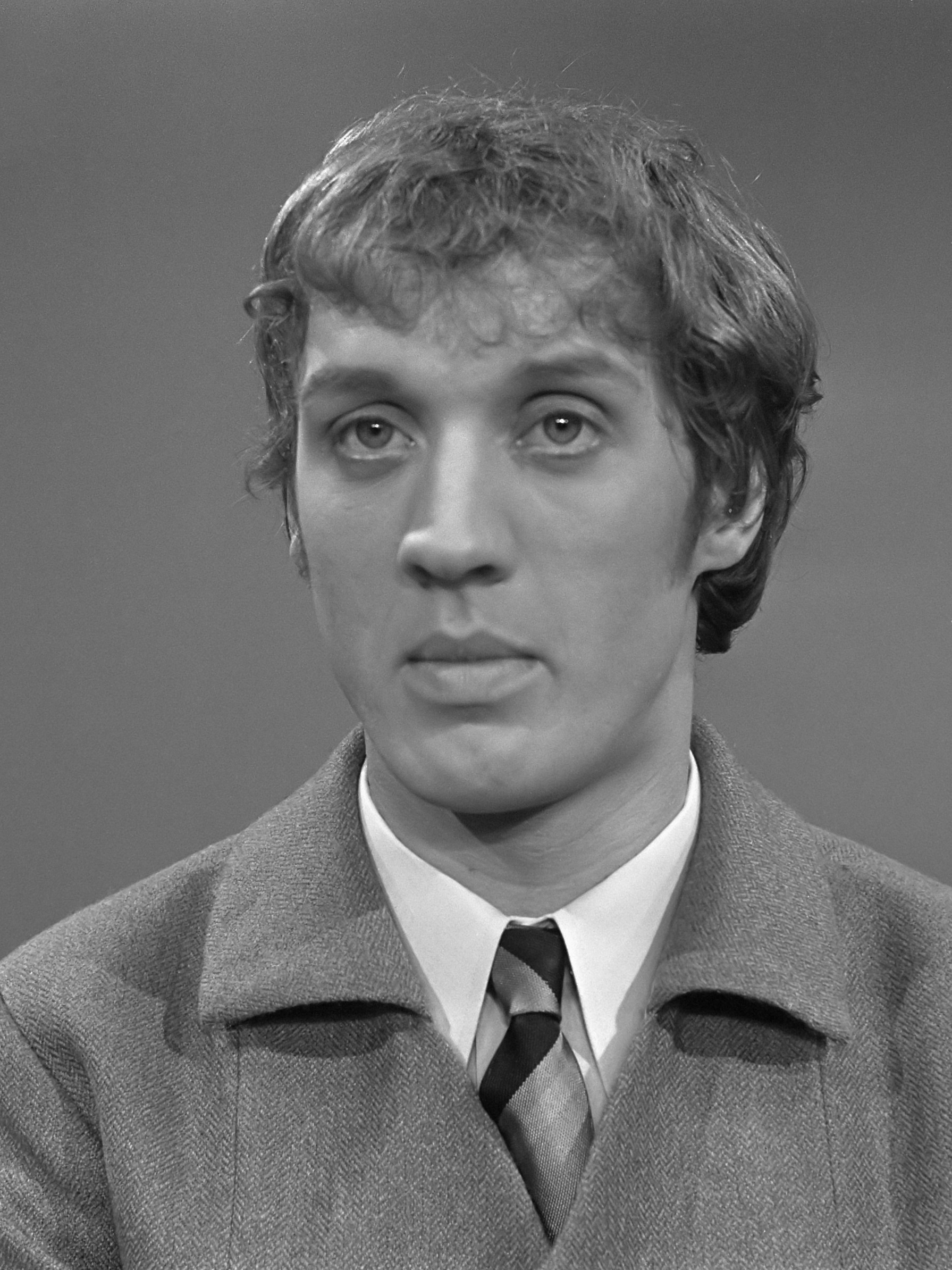
Herman van Veen, 1968

- 19. März: Mark O’Connor, australischer Lyriker
- 21. März: Henrik Nordbrandt, dänischer Schriftsteller und Dichter († 2023)
- 21. März: Verena Reichel, deutsche literarische Übersetzerin († 2022)
- 23. März: Elke Austenat, deutsche Ärztin und Autorin
- 27. März: Harry Rowohlt, deutscher Schriftsteller, Übersetzer und Rezitator († 2015)
- 28. März: Tilman Röhrig, deutscher Schriftsteller

- 04. April: Daniel Cohn-Bendit, deutsch-französischer Publizist und Politiker
- 12. April: Kiyoko Murata, japanische Schriftstellerin
- 16. April: Stefan Grossman, US-amerikanischer Gitarrist, Lehrbuchautor und Produzent
- 16. April: Sarenco, italienischer visueller Poet, Kulturveranstalter, Verleger und Filmemacher († 2017)
- 25. April: Geriet Schieske, deutscher Regisseur, Schauspieler und Autor
- 26. April: Petr Oslzlý, tschechischer Dramaturg, Drehbuchautor und Schauspieler
- 27. April: August Wilson, US-amerikanischer Dramatiker († 2005)
- 29. April: Lutz Ackermann, deutscher Journalist und Rundfunk- und Fernsehmoderator
- 30. April: Ulla Hahn, deutsche Schriftstellerin

### Mai bis August
- 04. Mai: Sylviane Agacinski, französische Philosophin und Schriftstellerin
- 04. Mai: Richard Albrecht, deutscher Sozialwissenschaftler, Bürgerrechtler und Autor
- 04. Mai: Michael Jürgs, deutscher Journalist († 2019)
- 09. Mai: Gamal al-Ghitani, ägyptischer Schriftsteller und Journalist († 2015)
- 09. Mai: Kenneth Dyba, kanadischer Schriftsteller und Theaterleiter
- 12. Mai: Diana Raznovich, argentinische Schriftstellerin, Theatermacherin und Karikaturistin
- 12. Mai: Gayla Reid, kanadische Schriftstellerin
- 16. Mai: Axel Kutsch, deutscher Schriftsteller und Herausgeber
- 17. Mai: Wladimir Aichelburg, österreichischer Historiker und Publizist
- 17. Mai: Daniel Odier, Schweizer Schriftsteller und Tantra- wie auch Chan-Lehrer
- 18. Mai: Max Mabillard, Schweizer Journalist († 2001)
- 28. Mai: Leo Pleysier, belgischer Schriftsteller

Rainer Werner Fassbinder

- 31. Mai: Rainer Werner Fassbinder, deutscher Regisseur, Filmproduzent und Bühnenautor († 1982)

- 04. Juni: Ralf Thenior, deutscher Schriftsteller
- 09. Juni: Betty Mahmoody, US-amerikanische Autorin
- 14. Juni: Alfred Worm, österreichischer Journalist († 2007)
- 21. Juni: Adam Zagajewski, polnischer Schriftsteller († 2021)
- 26. Juni: Ondřej Neff, tschechischer Schriftsteller, Journalist und Herausgeber von Internetzeitungen
- 26. Juni: Joseph von Westphalen, deutscher Schriftsteller

- 01. Juli: Chōkitsu Kurumatani, japanischer Schriftsteller († 2015)
- 05. Juli: François Bourgeon, französischer Comic-Autor
- 07. Juli: Natsuki Ikezawa, japanischer Schriftsteller und Übersetzer
- 09. Juli: Bernd Cailloux, deutscher Schriftsteller
- 09. Juli: Dean Koontz, US-amerikanischer Schriftsteller
- 30. Juli: Patrick Modiano, französischer Schriftsteller

- 06. August: Raschid ad-Daʿif, libanesischer Autor

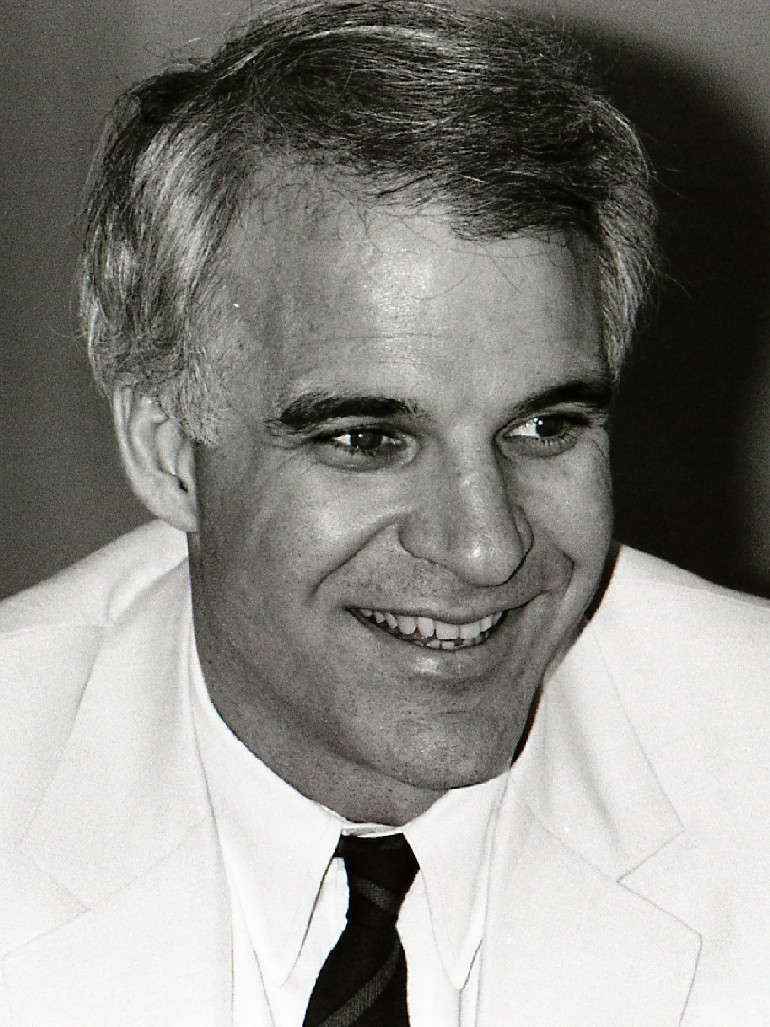
Steve Martin, 1982

- 14. August: Steve Martin, US-amerikanischer Schriftsteller, Produzent, Schauspieler, Musiker und Komponist
- 22. August: Steve Kroft, US-amerikanischer Journalist
- 24. August: Ronee Blakley, US-amerikanische Sängerin, Schauspielerin, Filmregisseurin und Drehbuchautorin
- 30. August: Libuše Moníková, deutschsprachige tschechische Schriftstellerin († 1998)

### September bis Dezember
- 12. September: Maria Aitken, irische Filmschauspielerin und Drehbuchautorin
- 18. September: Meshack Asare, ghanaischer Kinderbuchautor
- 19. September: René Appel, niederländischer Schriftsteller
- 19. September: Benoît Lamy, belgischer Filmregisseur und Drehbuchautor († 2008)
- 24. September: David Drake, US-amerikanischer Science-Fiction- und Fantasy-Autor († 2023)

- 05. Oktober: Alfred Komarek, österreichischer Schriftsteller († 2024)
- 13. Oktober: Gundel Mattenklott, deutsche Literaturwissenschaftlerin und -kritikerin, Autorin und Herausgeberin († 2024)
- 15. Oktober: Klaus Woltron, österreichischer Unternehmer, Buchautor, Kolumnist, Gründungsmitglied des Club of Vienna
- 16. Oktober: Pascal Sevran, französischer Autor, Sänger und Fernsehshowmaster († 2008)
- 18. Oktober: Chantal Thomas, französische Schriftstellerin, Essayistin und Historikerin
- 31. Oktober: Gustavo Álvarez Gardeazábal, kolumbianischer Schriftsteller, Journalist und Politiker

- 11. November: Helmut Angula, namibischer Politiker und Autor
- 12. November: Michael Bishop, US-amerikanischer Autor, vornehmlich von Science-Fiction-Literatur († 2023)
- 12. November: François Conod, Schweizer Schriftsteller († 2017)
- 20. November: Rachid Mimouni, algerischer Schriftsteller († 1995)
- 29. November: Wilfried Böhringer, deutscher Übersetzer aus dem Spanischen und Französischen († 1997)

- 08. Dezember: John Banville, irischer Schriftsteller und Literaturkritiker
- 08. Dezember: Natascha Wodin, deutsche Schriftstellerin
- 09. Dezember: Andrew Birkin, britischer Drehbuchautor und Regisseur
- 10. Dezember: Peter Hüttner, schwedischer Schauspieler und Autor
- 12. Dezember: Massimo Consoli, italienischer Autor († 2007)
- 16. Dezember: Jörg Aufenanger, deutscher Schriftsteller und Regisseur
- 21. Dezember: Dietmar Mues, deutscher Schauspieler, Sprecher und Autor († 2011)
- 23. Dezember: Raymond Feist, US-amerikanischer Schriftsteller
- 23. Dezember: Rosemary Neering, kanadische Journalistin und Schriftstellerin
- 28. Dezember: David Allen, US-amerikanischer Schriftsteller

### Genaues Geburtsdatum unbekannt
- Volker Koop, deutscher Publizist, Historiker und Journalist
- Mary Novik, kanadische Schriftstellerin

## Gestorben

### Erstes Halbjahr
- 03. Januar: Ferdynand Antoni Ossendowski, polnischer Schriftsteller und Forschungsreisender (* 1876)
- 10. Januar: Rudolf Borchardt, deutscher Schriftsteller und Übersetzer (* 1877)
- 13. Januar: Margaret Deland, US-amerikanische Schriftstellerin (* 1857)
- 13. Januar: Max Jungnickel, deutscher Schriftsteller (* 1890)
- 18. Januar: Marie Andrae, deutsche Schriftstellerin, Pädagogin und Krankenschwester (* 1854)
- 21. Januar: Karel Poláček, tschechischer Schriftsteller und Journalist (* 1892)

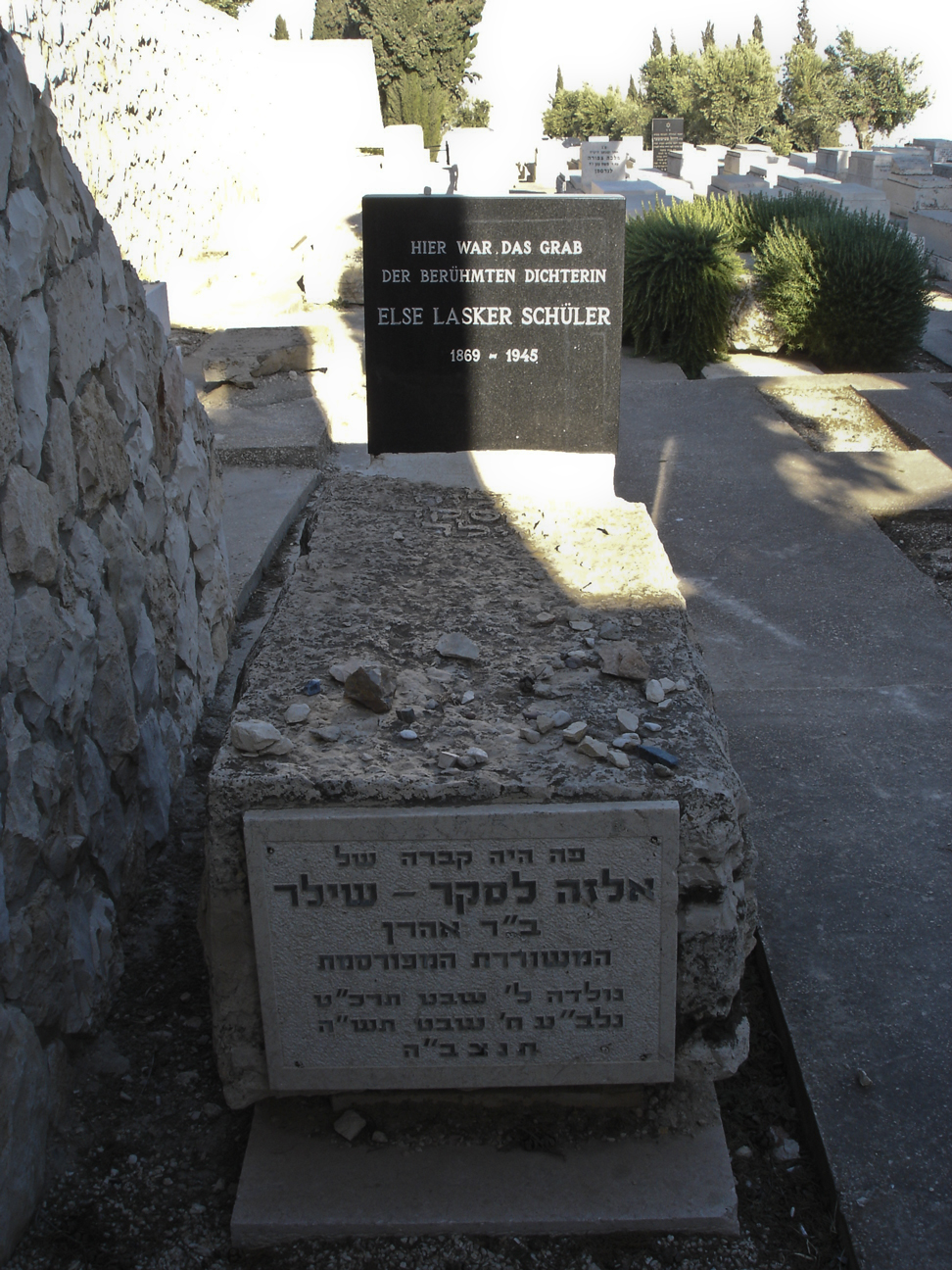
Grabstein von Else Lasker-Schüler auf dem Ölberg in Jerusalem

- 22. Januar: Else Lasker-Schüler, deutsche Dichterin (* 1869)
- 22. Januar: Jan Skala, sorbischer Publizist und Schriftsteller (* 1889)
- 22. Januar: Alfred Wolfenstein, deutscher jüdischer expressionistischer Lyriker, Dramatiker und Übersetzer (* 1883)
- 27. Januar: Antal Szerb, ungarischer Schriftsteller (* 1901)

- 13. Februar: Simon Schama, britischer Historiker, auch Kunsthistoriker
- 16. Februar: Kurt Martens, deutscher Schriftsteller (* 1870)
- 21. Februar: Leonhard Adelt, deutscher Buchhändler, Schriftsteller und Journalist (* 1881)
- 25. Februar: Mário Raúl de Morais Andrade, brasilianischer Schriftsteller und Lyriker (* 1893)
- 25. Februar: Paul Merker, deutscher Literaturhistoriker (* 1881)
- 26. Februar: Max Geißler, deutscher Redakteur und Schriftsteller (* 1868)

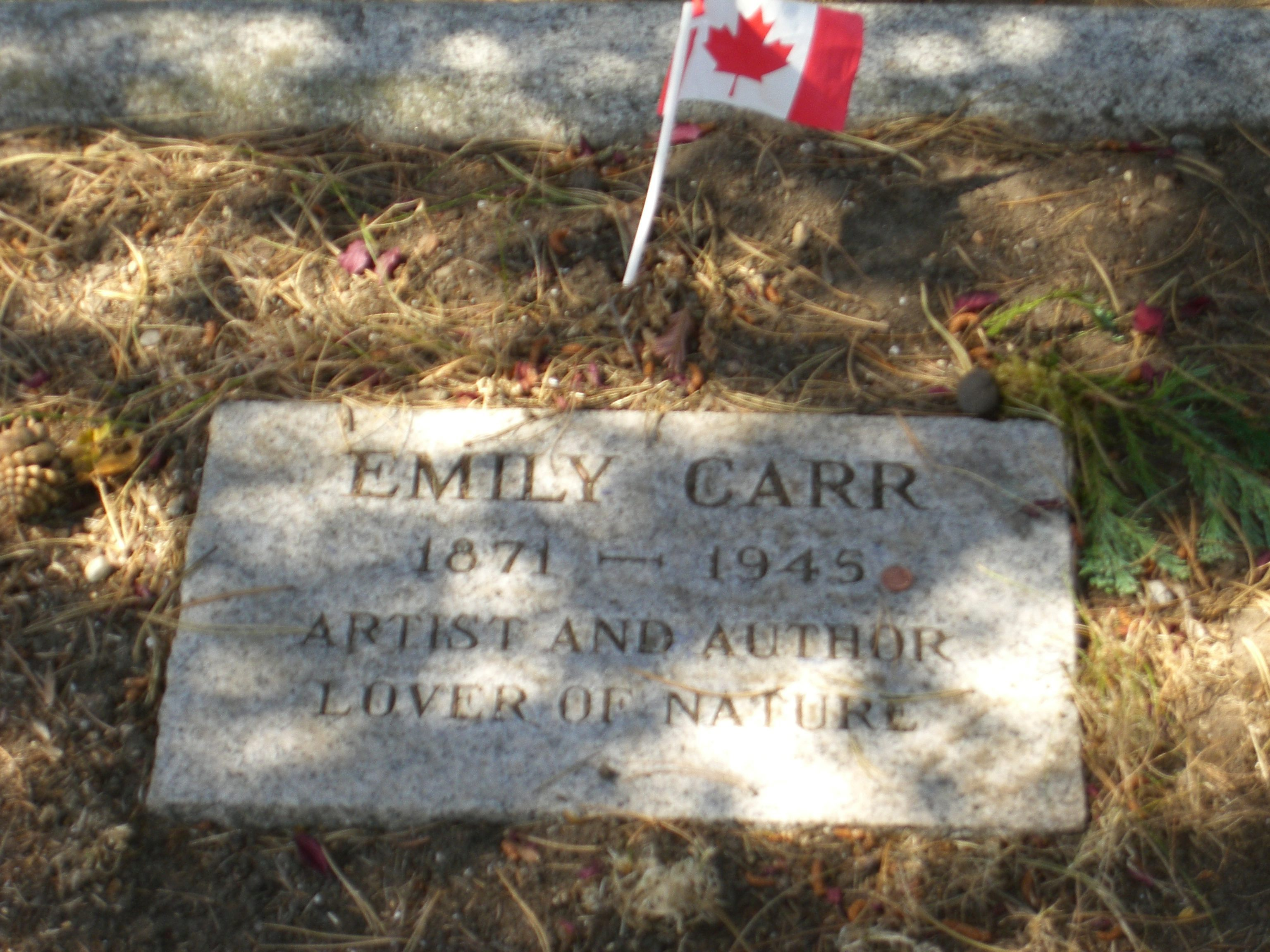
Grabstein Carrs auf dem Ross Bay Cemetery, Victoria

- 02. März: Emily Carr, kanadische Malerin und Schriftstellerin (* 1871)
- 06. März: Milena Pavlović-Barili, jugoslawische Malerin und Dichterin (* 1909)
- 07. März: Adolf Bartels, deutscher Schriftsteller und Literaturhistoriker (* 1862)
- 15. März: Pierre Drieu la Rochelle, französischer Schriftsteller (* 1893)
- 16. März: Börries Freiherr von Münchhausen, deutscher Dichter und Schriftsteller (* 1874)
- 27. März: Halid Ziya Uşaklıgil, türkischer Schriftsteller (* 1866)
- 30. März: Friedrich Wilhelm Mader, deutscher Schriftsteller (* 1866)

- 04. April: Anton Schott, österreichischer Schriftsteller (* 1866)
- 07. April: Elizabeth Charlotte Lucy Asquith, britische Schriftstellerin und Prinzessin Bibesco de Brancovan (* 1897)

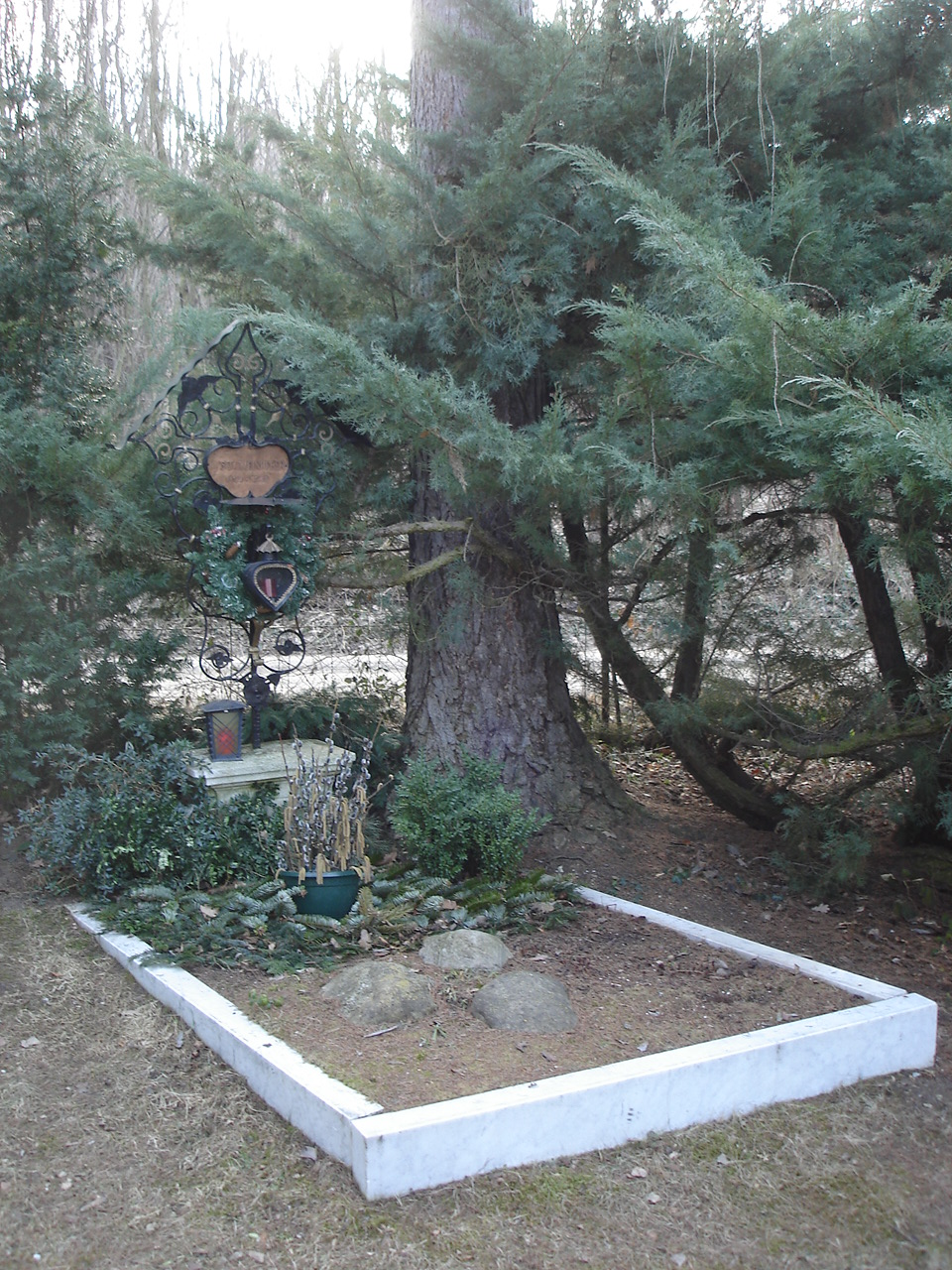
Weinhebers Grab im Garten seines Hauses in Kirchstetten

- 08. April: Josef Weinheber, österreichischer Lyriker (* 1892)
- 10. April: Johan de Haas, niederländischer Autor und Anarchist (* 1897)
- 11. April: Gustav Frenssen, deutscher Schriftsteller (* 1863)
- 23. April: Albrecht Haushofer, deutscher Geograf, Diplomat und Schriftsteller (* 1903)
- 28. April: Gustav Abb, deutscher Bibliothekar (* 1886)

- 02. Mai: Friedo Lampe, deutscher Schriftsteller (* 1899)
- 03. Mai: Annemarie von Auerswald, deutsche Stiftsdame, Schriftstellerin und Museumsleiterin (* 1876)
- 07. Mai: Franz Langheinrich, deutscher Erzähler, Lyriker und Redakteur (* 1864)
- 09. Mai: Fritz Fink, deutscher Schriftsteller, Buchhändler und Heimatforscher (* 1893)
- 11. Mai: William von Simpson, deutscher Schriftsteller (* 1881)
- 12. Mai: Achmed Abdullah, US-amerikanischer Schriftsteller und Drehbuchautor (* 1881)
- 15. Mai: Carl Küchler, deutscher Reiseschriftsteller (* 1869)
- 25. Mai: Otto Abeles, österreichischer Journalist, Schriftsteller und Musikkritiker (* 1879)

- 04. Juni: Georg Kaiser, deutscher Dramatiker des Expressionismus (* 1878)
- 14. Juni: Grigori Borissowitsch Adamow, russischer Schriftsteller (* 1886)
- 20. Juni: Bruno Frank, deutscher Schriftsteller (* 1887)

### Zweites Halbjahr
- 13. Juli: Emmanuel Bove, französischer Schriftsteller (* 1898)
- 20. Juli: Paul Valéry, französischer Lyriker korsisch-italienischer Abstammung (* 1871)
- 21. Juli: Johannes Jessen, deutscher Bibelübersetzer (* 1880)
- 28. Juli: Margot Asquith, britische Schriftstellerin (* 1864)
- 31. Juli: Hans Nirrnheim, deutscher Historiker und Archivar (* 1865)

- 17. August: Shimaki Kensaku, japanischer Schriftsteller (* 1903)

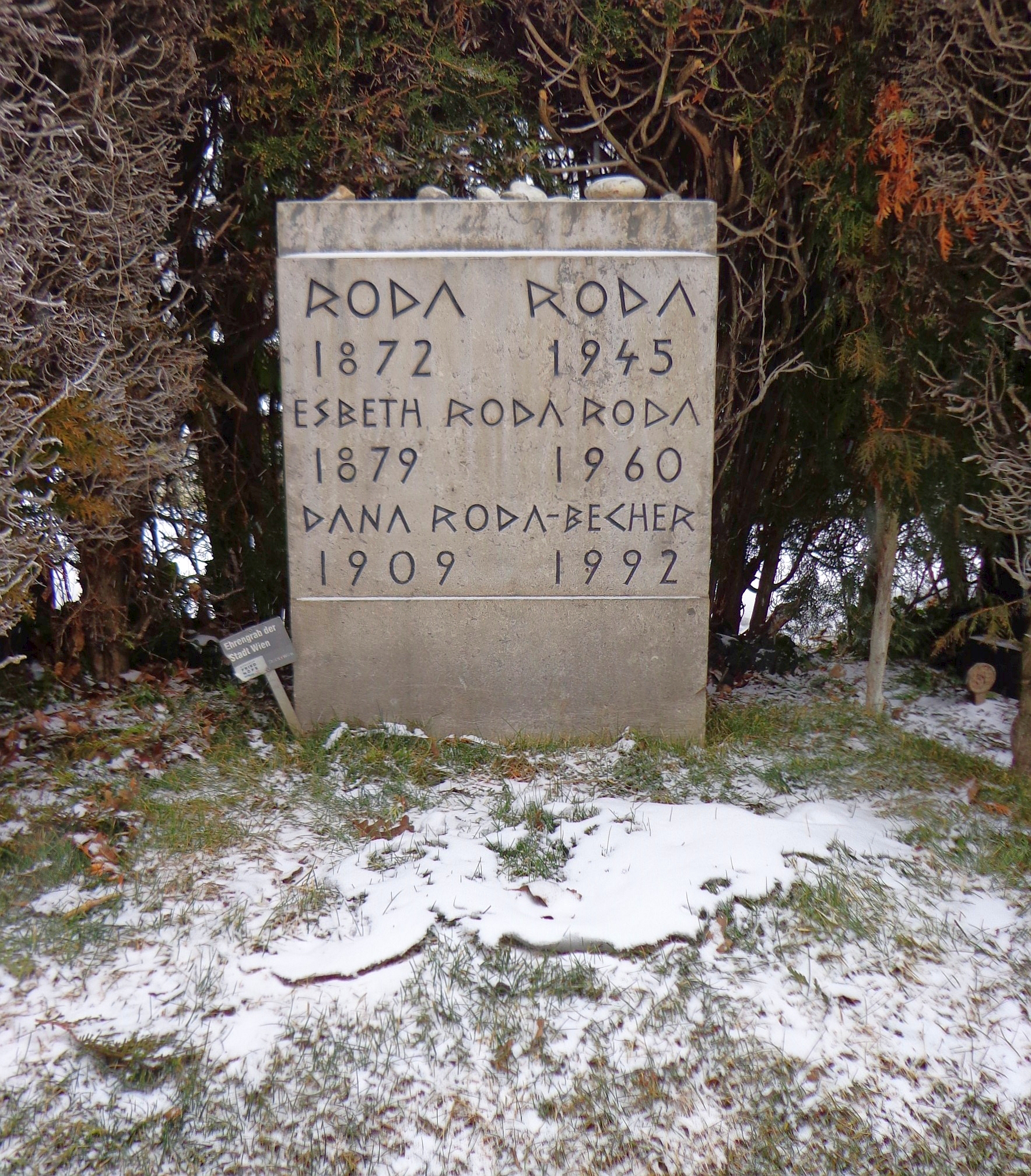
Feuerhalle Simmering, Grab Roda Rodas

- 20. August: Alexander Roda Roda, österreichischer Schriftsteller und Publizist (* 1872)
- 26. August: Franz Werfel, österreichischer Schriftsteller (* 1890)

- 10. September: Hugo Steiner-Prag, österreichisch-deutscher Illustrator, Buchgestalter und Pädagoge (* 1880)
- 20. September: William Buehler Seabrook, US-amerikanischer Schriftsteller (* 1884)
- 21. September: Aleksander Antson, estnischer Schriftsteller (* 1899)
- 22. September: Heinrich Wolfgang Seidel, deutscher Pfarrer und Schriftsteller (* 1876)
- 25. September: Rudolf Krauss, deutscher Germanist und Literaturhistoriker (* 1861)
- 26. September: Richard Beer-Hofmann, österreichischer Dramatiker und Lyriker (* 1866)

- 08. Oktober: Felix Salten, österreichischer Schriftsteller (* 1869)
- 09. Oktober: Susukida Kyūkin, japanischer Lyriker und Essayist (* 1877)
- 15. Oktober: Kinoshita Mokutarō, japanischer Schriftsteller und Arzt (* 1885)
- 18. Oktober: Hayama Yoshiki, japanischer Schriftsteller (* 1894)

- 04. Dezember: Wolfgang Golther, deutscher Germanist und Literaturhistoriker (* 1863)
- 06. Dezember: Fritz Adam, deutscher Journalist und Dichter (* 1906)
- 09. Dezember: Hans Dominik, deutscher Ingenieur und Science-Fiction-Autor (* 1872)
- 27. Dezember: Janko Jesenský, slowakischer Schriftsteller (* 1874)
- 28. Dezember: Theodore Dreiser, US-amerikanischer Schriftsteller (* 1871)

### Genaues Todesdatum unbekannt
- nach dem 31. Januar: Károly Pap, ungarischer Schriftsteller, vermutlich in Bergen-Belsen (* 1897)

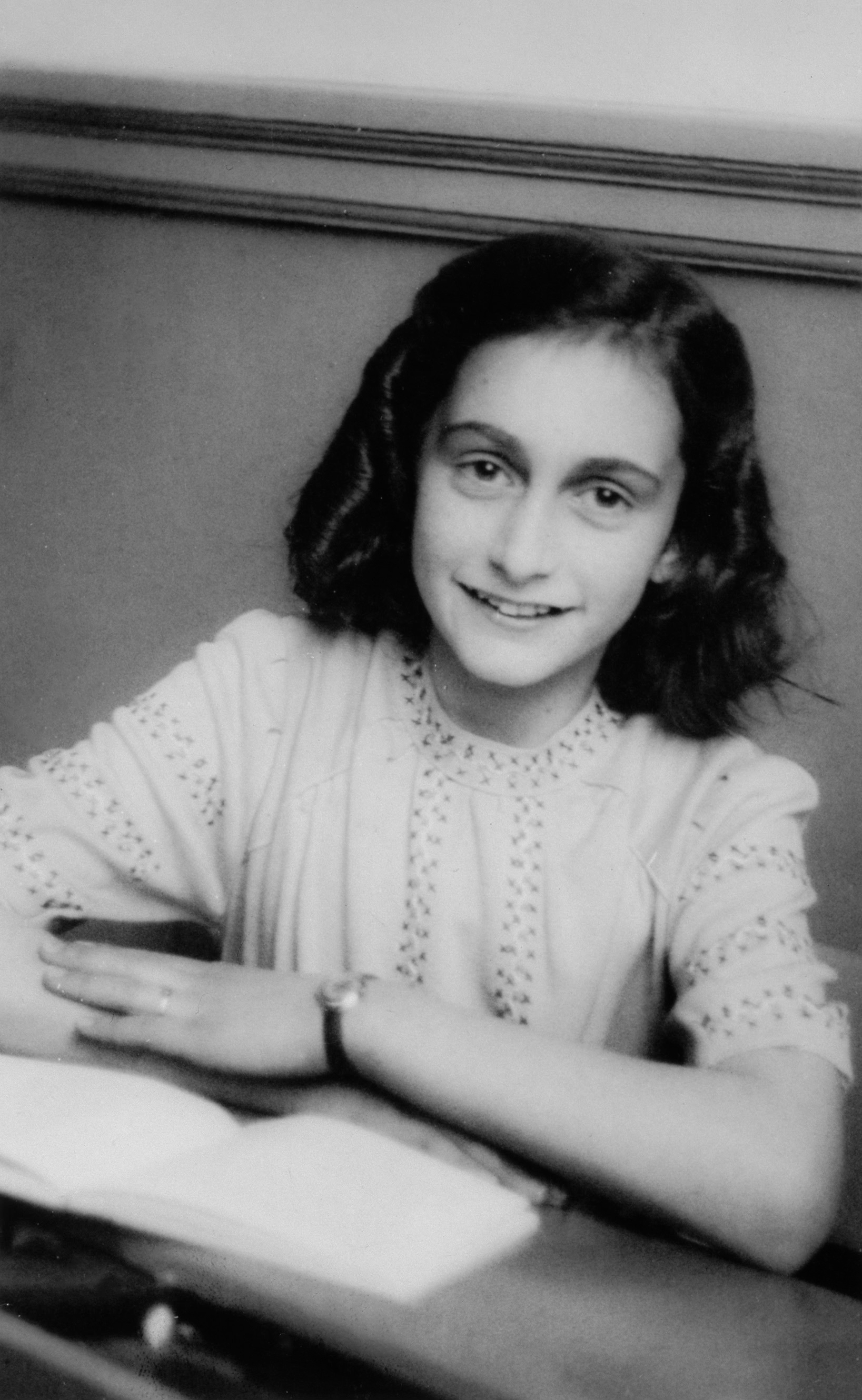
Anne Frank, 1941

- Februar/März: Anne Frank, deutsches jüdisches Mädchen, bekannt geworden durch ihre Tagebücher (* 1929)